# باشگاه سرگرمی نینتندو
باشگاه سرگرمی نینتندو یک باشگاه هواداران بود که توسط نینتندو عرضه شد. پیوستن به آن رایگان بود و اعضای آن یک اشتراک رایگان برای نینتندو Fun Club News دریافت کردند، مجله‌ای که دربارهٔ بازی‌ها و بازی‌های محبوبی که برای آینده نزدیک برنامه‌ریزی شده بود بحث می‌کرد. همچنین نکات و ترفندها، اخبار بازی‌های ویدیویی نینتندو و کمیک‌ها را ارائه می‌دهد.

## تاریخچه
از زمان راه اندازی ان ای اس در سال ۱۹۸۵، مدیر انبار و مدافع گیمر هاوارد فیلیپس و بازاریاب گیل تیلدن، یک کمپین بازخورد مصرف‌کننده از درج کارت‌ها در بسته‌های سخت‌افزاری و بازی‌های نینتندو راه اندازی کرده بودند و یک پایگاه داده از اطلاعات تماس مشتریان با نام‌ها و آدرس‌های پستی ساخته بودند. فیلیپس یک خط تلفن رایگان مشاوره گیم پلی را در نینتندو آمریکا راه اندازی کرد، با پنج یا شش مشاور در کارکنان. آنها می‌خواستند این مشاوره گیم پلی منابع فشرده را در قالب رسانه‌های جمعی ادغام کنند. فیلیپس گفت: «زمانی که برای اولین بار ان ای اس را در سال ۱۹۸۵ به بازار فرستادیم، خیلی سریع متوجه شدیم که بچه‌ها می‌میرند فقط برای به دست آوردن اطلاعات اضافی در مورد بازی‌ها نه فقط بازی‌های جدیدی که منتشر می‌شوند، بلکه همچنین چگونه آنها را بازی کنیم.»
باشگاه سرگرمی نینتندو در سال ۱۹۸۷ توسط گیل تیلدن و رئیس باشگاه سرگرمی هاوارد فیلیپس با انتشار اخبار باشگاه سرگرمی نینتندو راه اندازی شد. چهار شماره اول خبرنامه از اواخر سال ۱۹۸۷ به صورت فصلی ارائه شد و سه شماره پایانی آن هر دو ماه یکبار بود. فیلیپس گفت: «بچه‌ها این مجله را دوست داشتند زیرا شامل عکس‌های صفحه نمایش بازی‌ها بود. قبل از اینترنت و VCRها، در واقع نشان دادن بازی‌ها به بچه‌ها تنها راه برای توضیح نحوه انجام ترفندها بود. آنها نمی‌توانستند آن را به صورت آنلاین جستجو کنند."
نینتندو فان کلاب از طریق کاتالوگ‌ها و آگهی‌های موجود در جعبه‌های سیستم سرگرمی نینتندو و همچنین در محتوای حداقل یک بازی به نام Mike Tyson's Punch-Out به بازار عرضه شد! !. در فواصل بین راندها، وقتی مربی لیتل مک به او نکاتی می‌دهد تا به او کمک کند حریفش را شکست دهد، گاهی اوقات می‌گوید: «"join the Nintendo Fun Club today
پس از هفت شماره و ۶۰۰۰۰۰ مشترک، همراه با بیش از ۱۰۰ مشاور گیم پلی تلفنی، فیلیپس و تیلدن می‌خواستند حوزه بازاریابی منابع فشرده و غیر درآمدزا را ساده‌تر کرده و گسترش دهند. نینتندو Fun Club News به نفع مجله بسیار گسترده‌تر و جاه طلبانه Nintendo Power در اوت ۱۹۸۸ متوقف شد. اولین شماره آن برای اعضای باشگاه سرگرمی رایگان بود و یک مجله سنتی با اشتراک پولی بود.